# Kostel Panny Marie Sněžné (U Svatého Kamene)
Kostel Pany Marie Sněžné v základní sídelní jednotce U Svatého Kamene obce Dolní Dvořiště v okrese Český Krumlov je součást kulturní památky „Poutní kostel Panny Marie Sněžné s kaplí“. Nachází se jihovýchodně od Rychnova nad Malší, poblíž česko-rakouské hranice. Kostel je filiálním kostelem římskokatolické farnosti Dolní Dvořiště.

## Historie
Podle tradice se tu na velkých balvanech kolem roku 1500 zjevila Panna Maria s Ježíškem. Odtud název „Svatý Kámen“. Kámen, na němž Madona seděla, se prý později rozpůlil na znamení pravdivosti zjevení a dvě části se mají od sebe vzdalovat. Až budou kameny od sebe vzdáleny tak, že tam projede vozka z koněm, má nastat soudný den.
V roce 1653 nechala abatyše Christina Pöperl z kláštera klarisek v Českém Krumlově postavit nad „Svatým kamenem“ kapli Svatého Kamene, která byla oblíbeným poutním místem, ale brzy se stala příliš malou. S podporou kněžny Anny Marie Braniborské z Eggenberku jej nahradil poutní kostel Panny Marie Sněžné (německy Maria Schnee), který byl dokončen v roce 1701, a na východ od kostela byl postaven klášter. Nad zázračným pramenem byla v roce 1709 postavena kaple. Na úpravách kostela spolupracoval Anton Erhard Martinelli.
V roce 1907 byl komplex budov zrekonstruován. V roce 1975 byla zbořena tři ramena ambitů s tzv. klášteříčkem, přiléhajícím ke kostelu. Poutní kostel byl uzavřen a chátral. Barokní vnitřní zařízení kostela, které pocházelo z 1. poloviny 18. století, se nedochovalo. V 80. letech 20. století, byl na Hiltschnerbergu v Leopoldschlagu postaven nový poutní kostel Panny Marie Sněžné, protože poutní kostel „U Svatého Kamene“ nebyl kvůli železné oponě přístupný.
Po rekonstrukci, která začala v roce 1991, je kostel od roku 1993 opět využíván jako poutní.

## Galerie

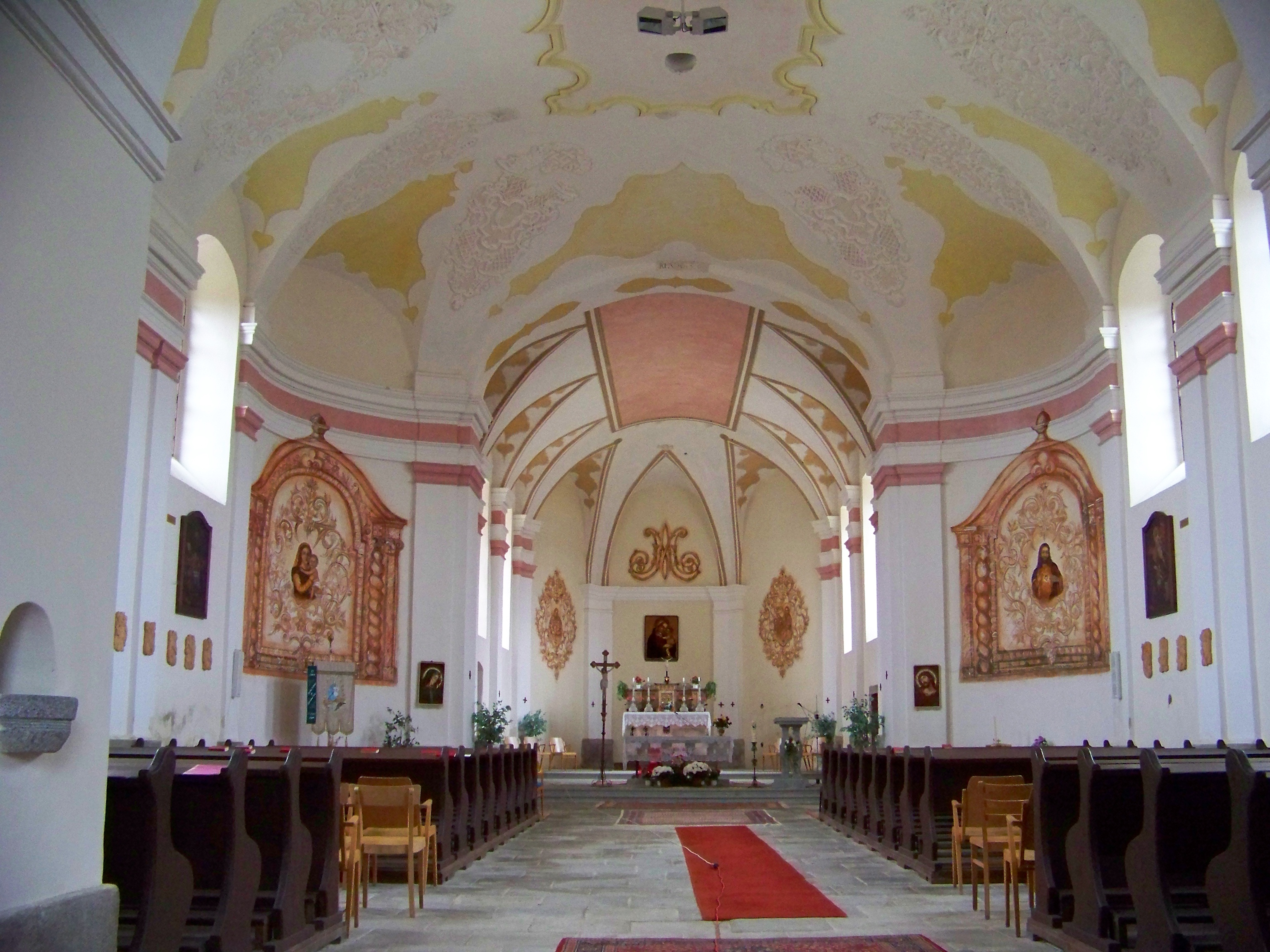
Interiér kostela
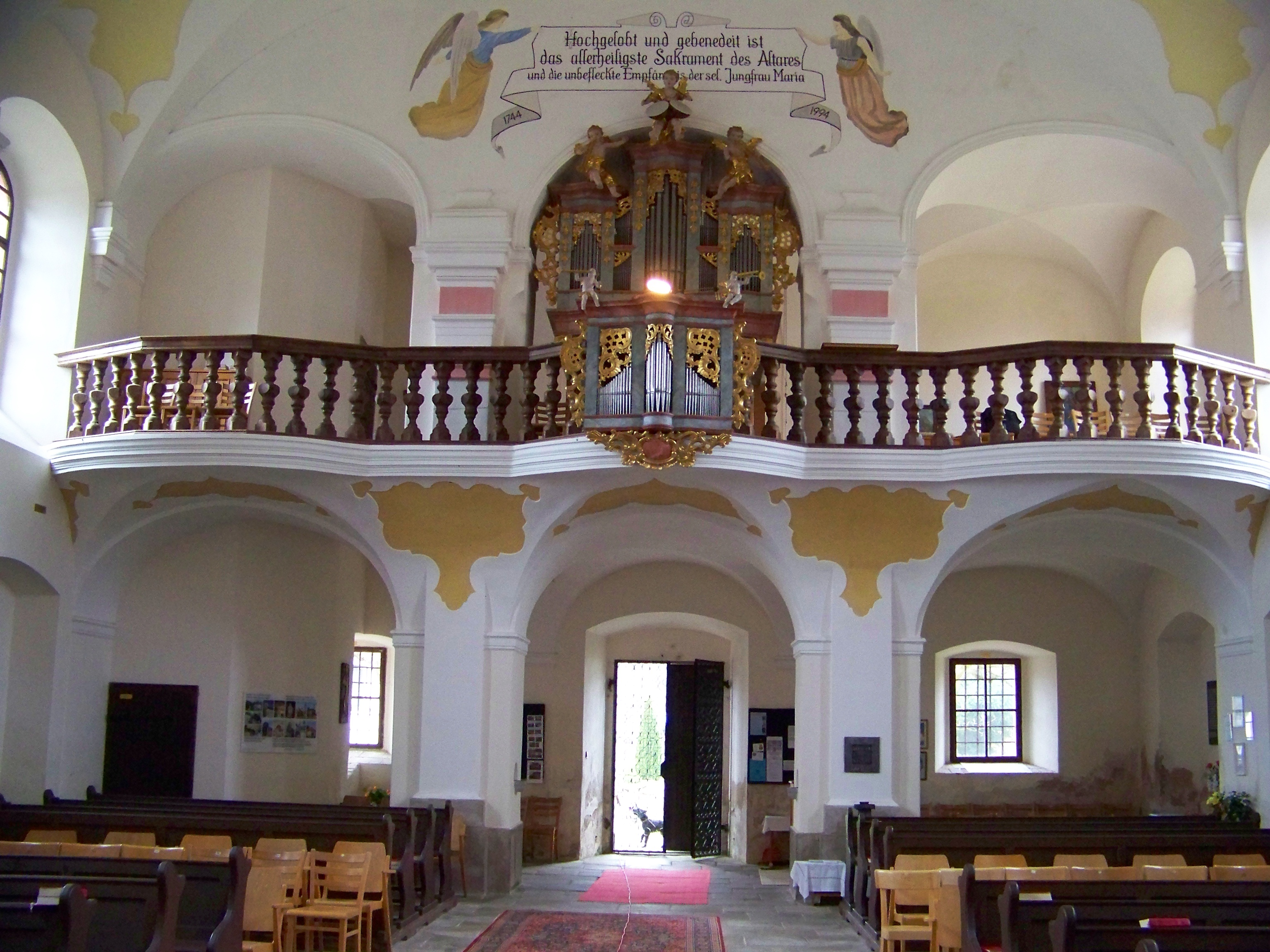
Interiér kostela
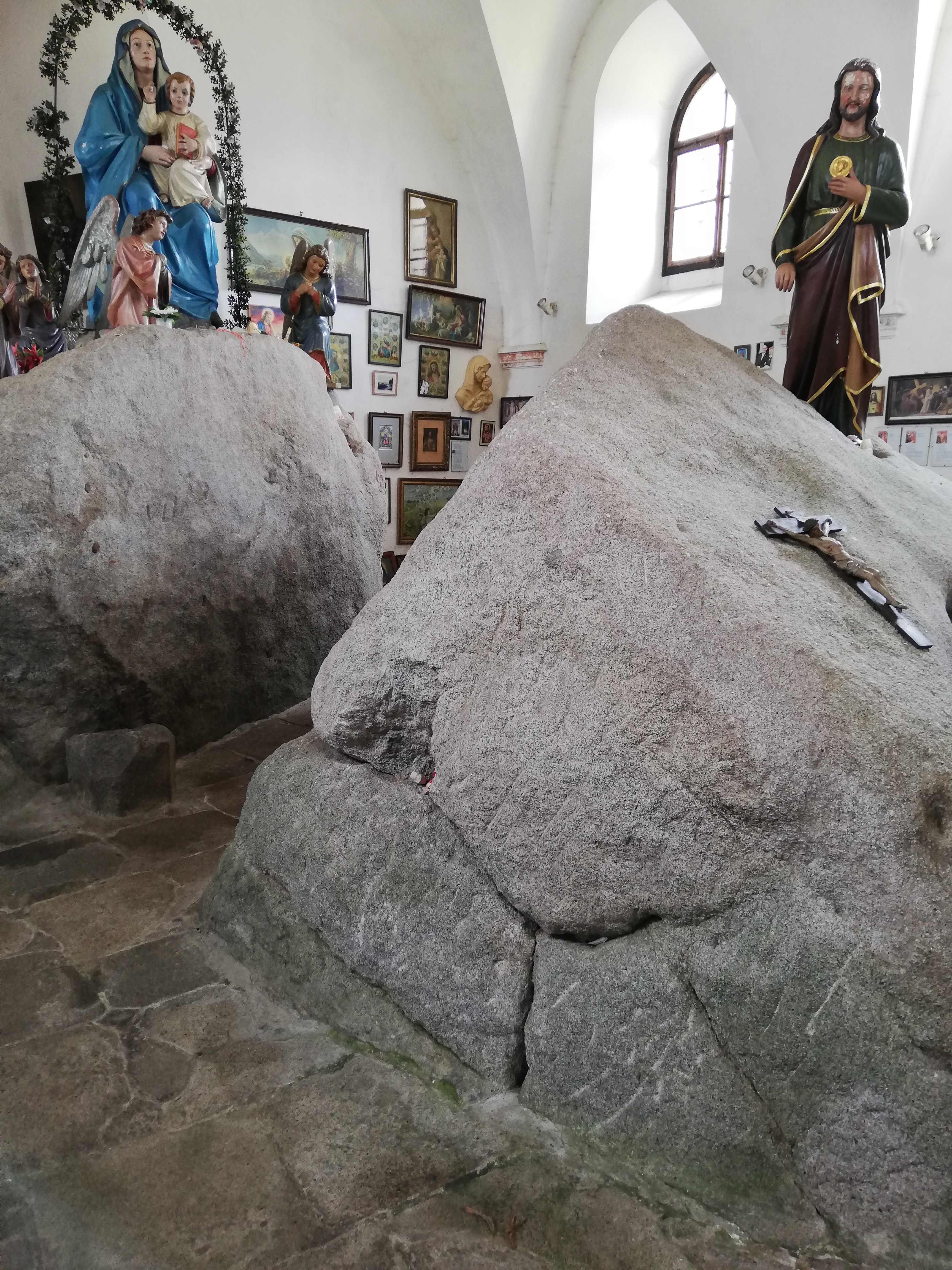
Svatý kámen
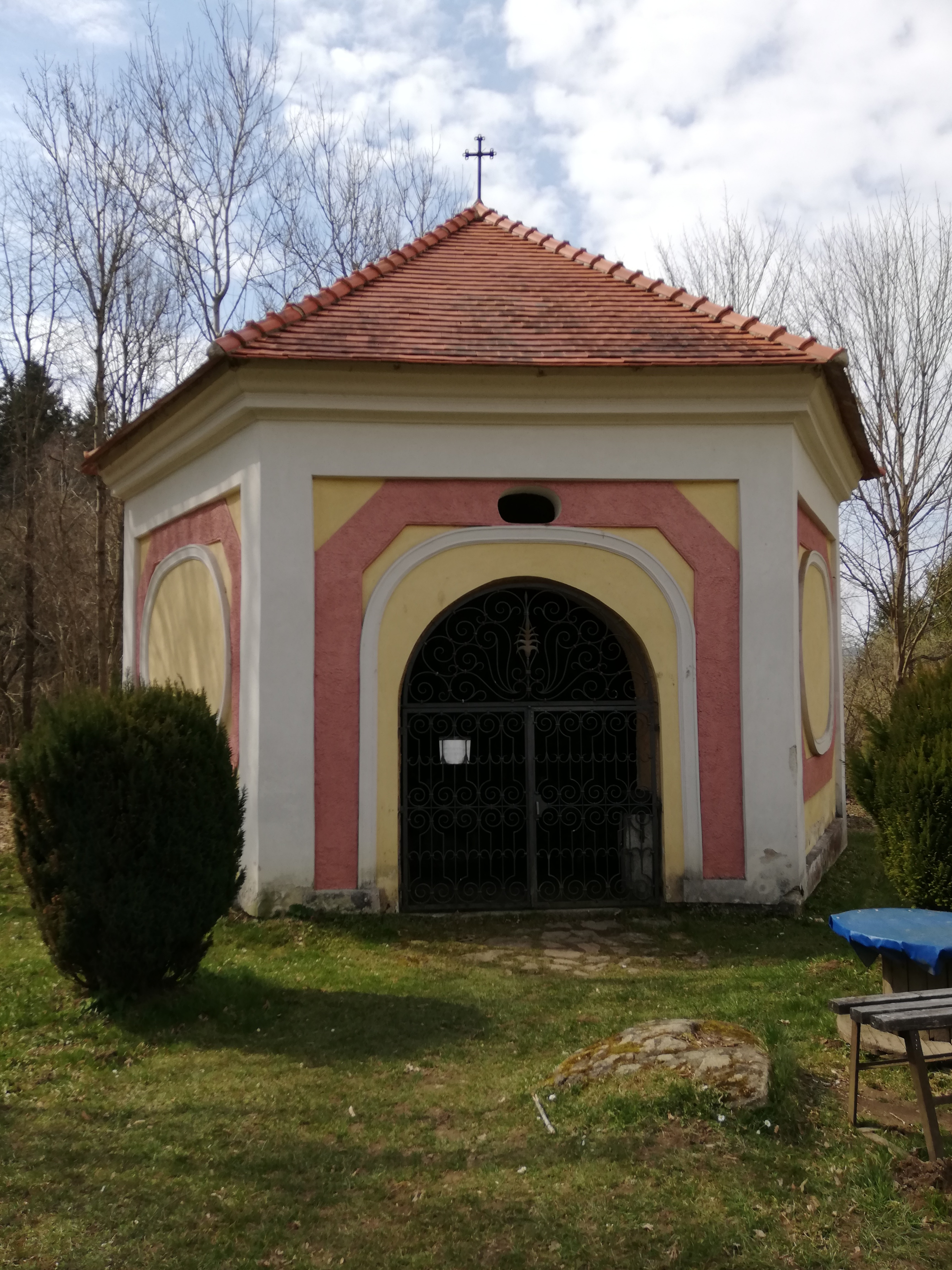
Kaple nad pramenem